# Zběsilost v srdci
Zběsilost v srdci (v anglickém originále Wild at Heart) je americký snímek režiséra Davida Lynche; vznikl dle scénáře, který sám napsal na motivy románu Barryho Gifforda. Hráli v něm Nicolas Cage, Laura Dernová, Willem Dafoe, Harry Dean Stanton, John Lurie a další. Hudbu k němu složil Angelo Badalamenti, který s režisérem spolupracoval i na dalších snímcích. Diane Ladd, představitelka Marietty, byla coby vedlejší herečka nominována na Oscara i Zlatý glóbus. Premiéru měl 25. května 1990 na 43. ročníku Filmového festivalu v Cannes. Do amerických kin byl uveden 17. srpna toho roku. Tehdy byl uveden v celkem 532 kinech a za otevírací víkend vydělal 2 913 764 dolarů. Od 31. srpna 1990 byl uveden i v dalších kinech. Jen v Severní Americe snímek vydělal více než 14 miliónů dolarů. Česká kinopremiéra nastala 17. srpna 1990.

## Obsazení

### Hlavní role
| Nicolas Cage   | námořník Ripley     |
| Laura Dern     | Lula Fortuneová     |
| Willem Dafoe   | Bobby Peru          |
| J. E. Freeman  | Marcellus Santos    |
| Crispin Glover | Dell                |
| Diane Ladd     | Marietta Fortuneová |

### Vedlejší role
| Calvin Lockhart         | Reggie           |
| Isabella Rossellini     | Perdita Durango  |
| Harry Dean Stanton      | Johnnie Farragut |
| Grace Zabriskie         | Juana Durango    |
| Sherilyn Fenn           | dívka            |
| Marvin Kaplan           | strýc Pooch      |
| William Morgan Sheppard | pan Reindeer     |
| David Patrick Kelly     | Dropshadow       |
| Freddie Jones           | George Kovich    |
| John Lurie              | Sparky           |
| Jack Nance              | 00 Spool         |
| Pruitt Taylor Vince     | Buddy            |
| Frances Bay             | madam            |
| Peter Bromilow          | správce hotelu   |
| Frank Collison          | Timmy Thompson   |
| Sheryl Lee              | dobrá čarodějka  |
| Charlie Spradling       | Irma             |

## Ohlas
| „          | První velký film devadesátých let: je to zjevení, je to mene tekel. | “ |
| — Die Zeit |                                                                     |   |